# Armen Nazarian
Armen Nazarian (orm. Արմեն Նազարյան; bułg. Армен Людвикович Назарян; ur. 9 marca 1974) – bułgarski zapaśnik pochodzenia ormiańskiego walczący w stylu klasycznym. Czterokrotny olimpijczyk. Złoty medalista z Atlanty 1996 i Sydney 2000, brązowy w  Atenach 2004 i siódmy w Pekinie 2008. Startował w kategoriach 52–60 kg.
Jego syn, Edmond Nazaryan został zapaśniczym mistrzem Europy w 2020 roku.
Jedenastokrotny uczestnik mistrzostw świata, siedmiokrotny medalista, złoto w 2002, 2003 i 2005. Zdobył dziewięć medali na mistrzostwach Europy, a na najwyższym stopniu podium stawał w 1994, 1995, 1998, 1999, 2002 i 2003. Złoto na igrzyskach wojskowych w 1995 roku.
- Turniej w Atlancie 1996 – 52 kg

Pokonał Andrija Kałasznikowa z Ukrainy, Ha Tae-yeona z Korei Południowej, Rosjanina Samwieła Danijelana, Kubańczyka Lázaro Rivasa i w finale Amerykanina Brandona Paulsona.
- Turniej w Sydney 2000 – 58 kg

Zwyciężył Bretta Casha z Australii, Nepesa Gukulowa z Turkmenistanu, Makoto Sasamoto z Japonii, Rıfata Yıldıza z Niemiec a w finale Kim In-seopa z Korei Południowej.
- Turniej w Atenach 2004 – 60 kg

Wygrał z Ołeksandrem Chwoszczem z Ukrainy, Aszrafem al-Gharabilim z Egiptu i Makoto Sasamoto z Japonii. W półfinale przegrał z Jeong Ji-hyeonen Korei Południowej a w pojedynku o brązowy medal okazał się lepszy od Rosjanina Aleksieja Szewcowa.
- Turniej w Pekinie 2008 – 60 kg

Pokonał Dawita Bedinadze z Gruzji i Makoto Sasamoto z Japonii. Przegrał z Sheng Jiangiem z Chin i w ćwierćfinale z Vitalijem Rehimovem z Azerbejdżanu.